# Vedspik
Vedspik (Calicium abietinum) är en lavart som beskrevs av Pers. Vedspik ingår i släktet Calicium och familjen Physciaceae.  Arten är reproducerande i Sverige. Inga underarter finns listade i Catalogue of Life.